# Labuty
Labuty  (německy Labud, Labuth) jsou obec v okrese Hodonín v Jihomoravském kraji. Leží osm kilometrů severovýchodně od Kyjova, na soutoku Skaleckého, Josefínského a Labutského potoka. Žije zde 175 obyvatel. Od roku 2000 jsou Labuty členem Mikroregionu Podchřibí.

## Název
Základem jména vesnice bylo osobní jméno Labut (či Labuť), totožné s obecným labuť. Původně šlo o pojmenování obyvatel vsi, výchozí tvar Labuti označoval příslušníky Labutovy rodiny.

## Historie

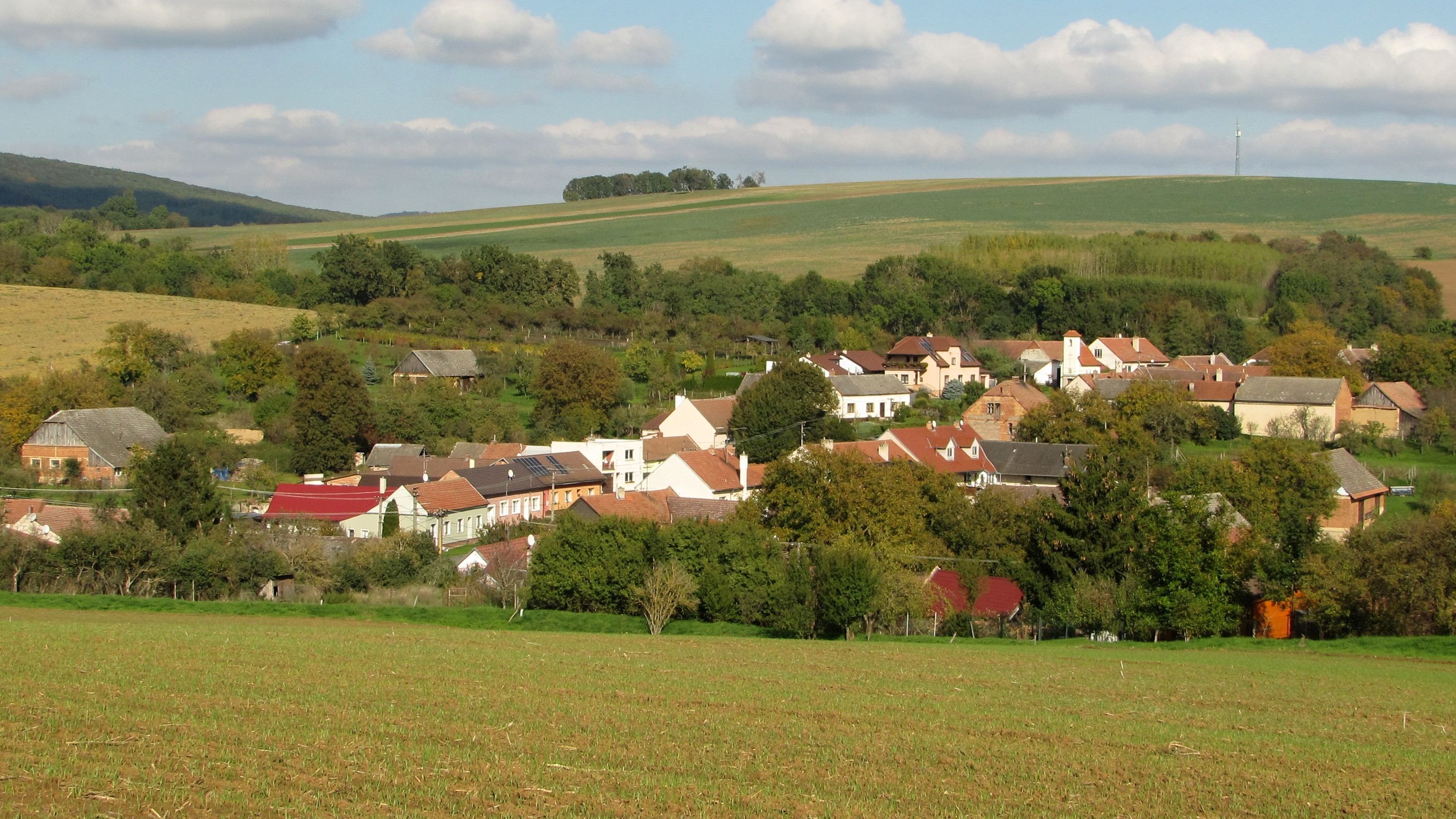
Pohled na obec od jihozápadu

První písemná zmínka o obci pochází z roku 1351, kdy se připomíná příslušník místního vladyckého rodu Mikuláš z Labuť. Mikuláš z Labuť (de Labuth) je v zemských deskách poprvé zapsán k roku 1368. K roku 1371 je v zemských deskách zaznamenána podoba názvu (Labud). Od počátku 16. století do zrušení patrimoniální správy v roce 1848 byla obec v majetku dolnomoštěnického statku. V letech 1899–1900 byla postavena přízemní budova školy a v letech 2000–2003 byla rekonstruována a sídlí v ní obecní úřad s místní knihovnou. Na staré obecní pečeti je vyobrazena labuť na mírném pahorku a před ní vinný hrozen.
Na území dnešního katastru byla dříve ves Lněník. V roce 1408 patřila Moštěnicím a v letech 1476–1481 stříleckému hradu. V roce 1500 se uváděla jako pustá. Místo mezi Labuty a Vřesovicemi je místními označováno jako Lněníky.

## Obyvatelstvo
| Rok            | 1869 | 1880 | 1890 | 1900 | 1910 | 1921 | 1930 | 1950 | 1961 | 1970 | 1980 | 1991 | 2001 | 2011 | 2021 |
| -------------- | ---- | ---- | ---- | ---- | ---- | ---- | ---- | ---- | ---- | ---- | ---- | ---- | ---- | ---- | ---- |
| Počet obyvatel | 322  | 357  | 395  | 424  | 408  | 409  | 402  | 343  | 396  | 347  | 256  | 197  | 175  | 187  | 149  |
| Počet domů     | 67   | 74   | 79   | 83   | 86   | 85   | 91   | 99   | 92   | 92   | 81   | 84   | 70   | 79   | 81   |

## Obecní správa

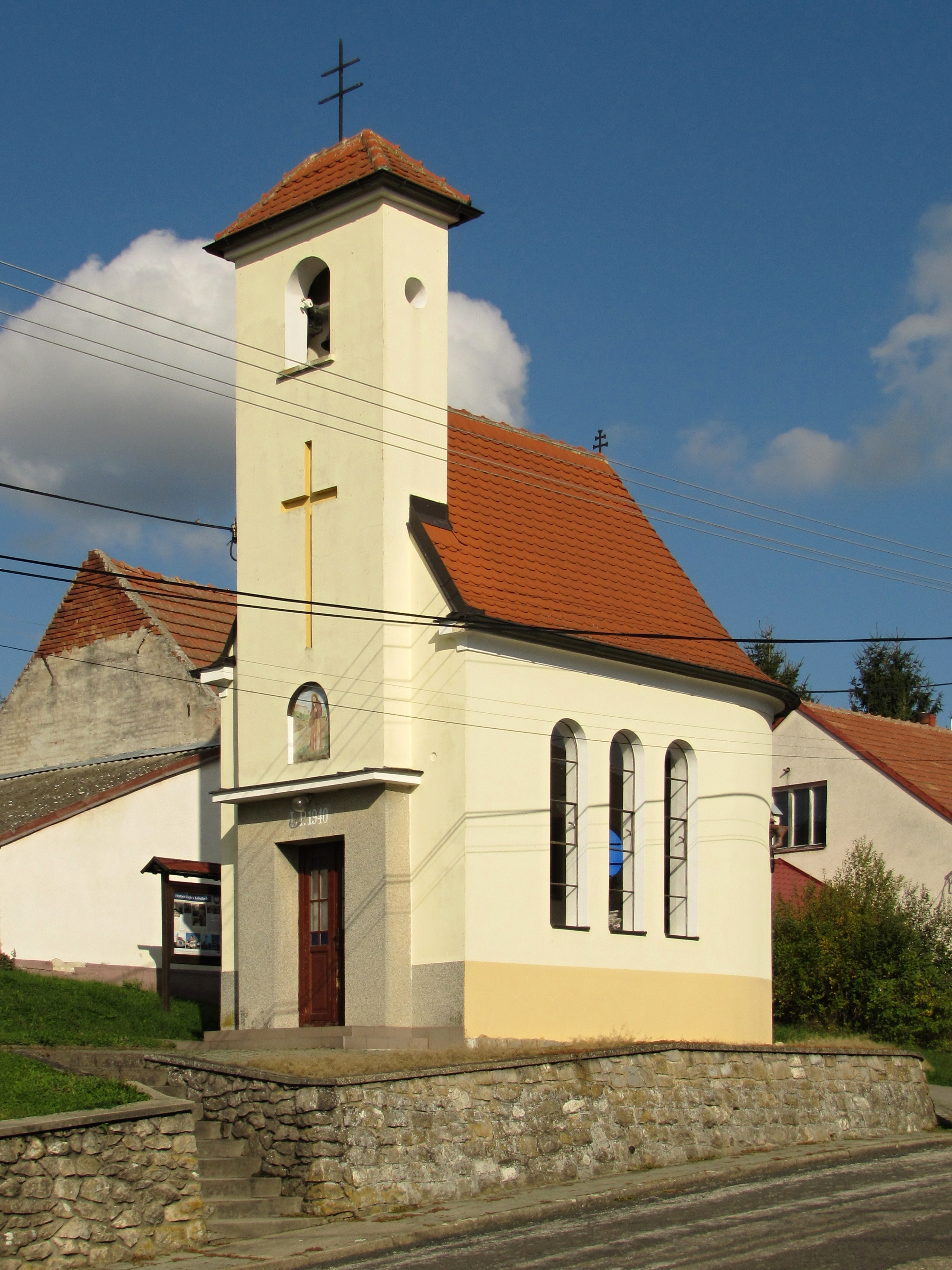
Kaple Panny Marie

### Obecní symboly
Znak a vlajka byly obci uděleny rozhodnutím předsedy Poslanecké sněmovny Parlamentu České republiky dne 7. října 2003.

## Pamětihodnosti
- Kaple Panny Marie byla postavena v roce 1940 na místě starší zvonice z roku 1834. Zvon z roku 1722 a dvouramenný kříž pochází z původní dřevěné zvonice. Na zvonu je vyobrazen sv. Florián hasící oheň. Kaple byla v roce 2008 rekonstruována.
- Pomník řídícího učitele Jindřicha Škody, který zemřel 13. března 1943 v koncentračním táboře v Osvětimi. Pomník byl odhalen 11. listopadu 1945.
- Kříž na návsi z roku 1904
- Kříž před bývalou školou, dnes Obecním úřadem a Místní knihovnou

## Osobnosti
- Zdeněk Frýbort (1931–2013), překladatel
- Jindřich Škoda (1908 - 1943), učitel obecné školy v Labutech, zemřel v Auschwitz

## Galerie

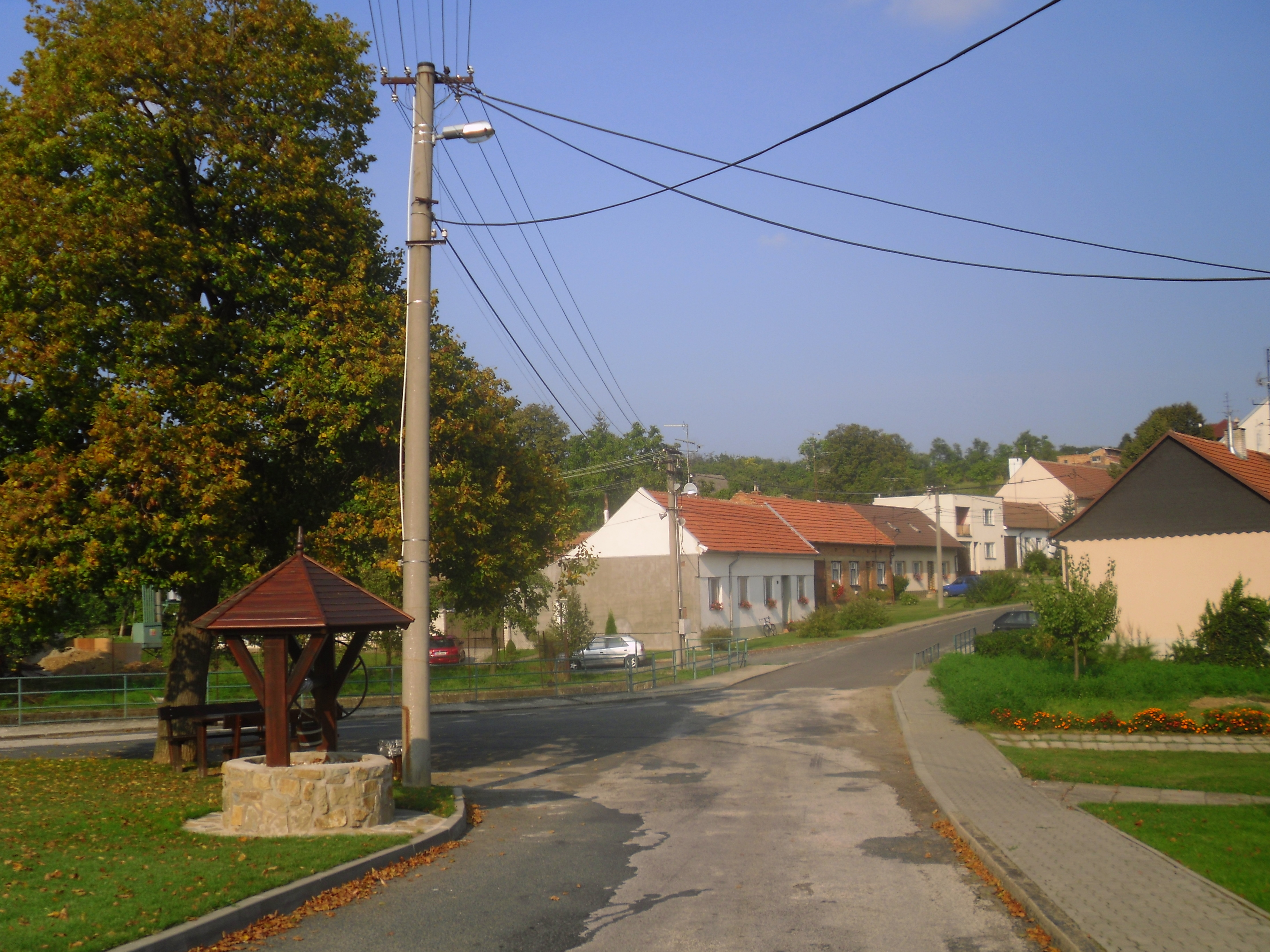
Střed vesnice
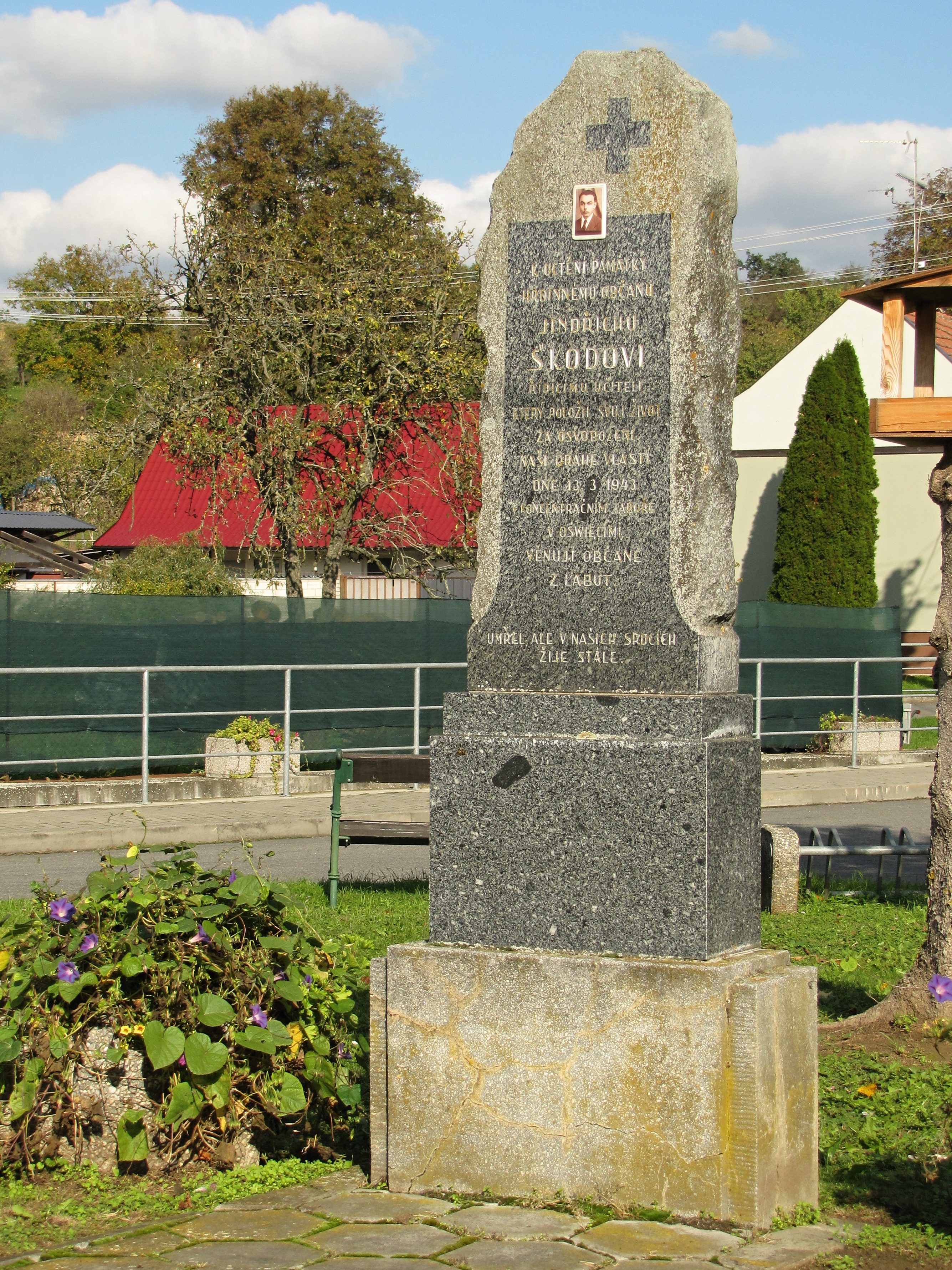
Pomník Jindřichu Škodovi
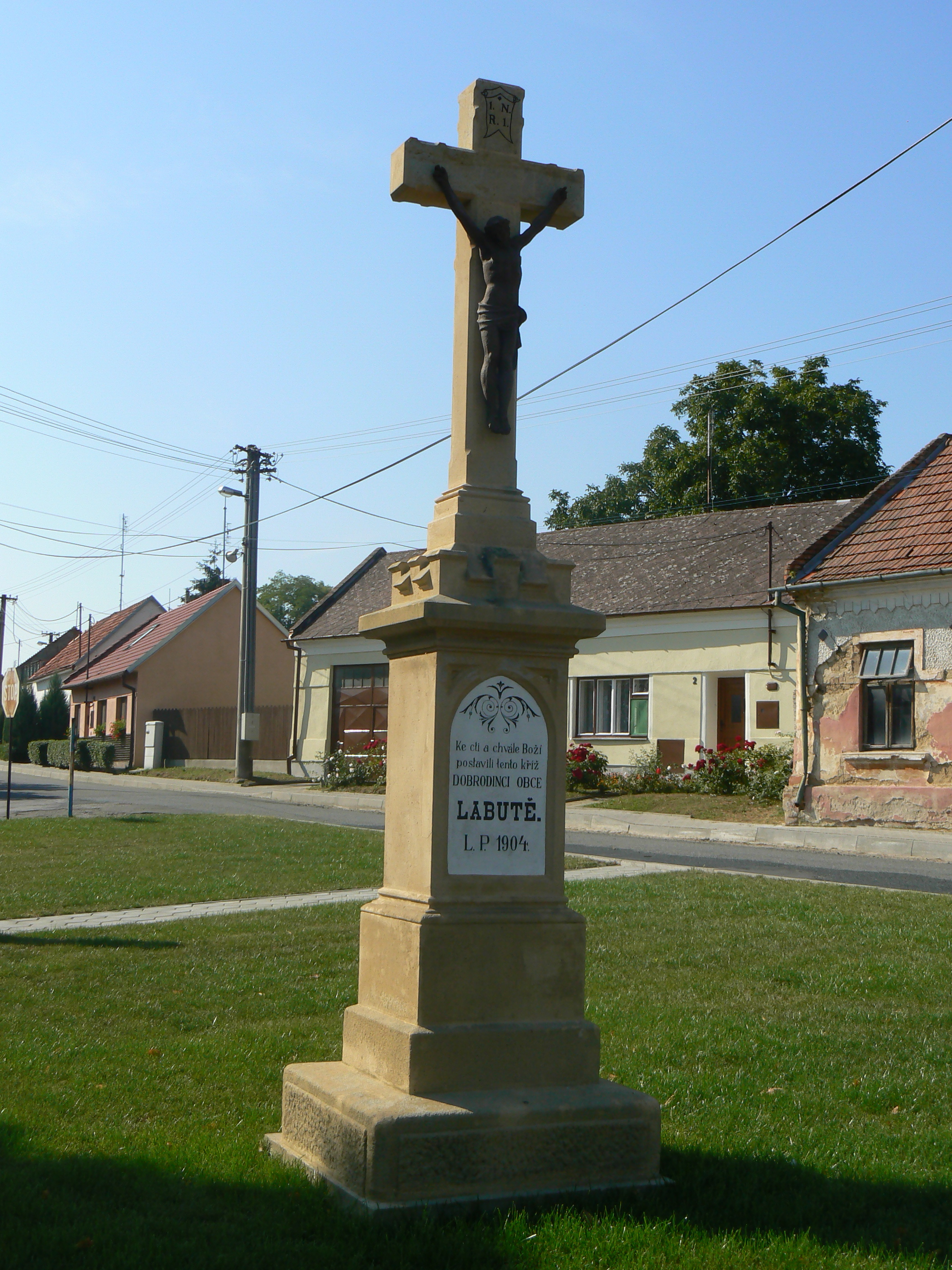
Kříž
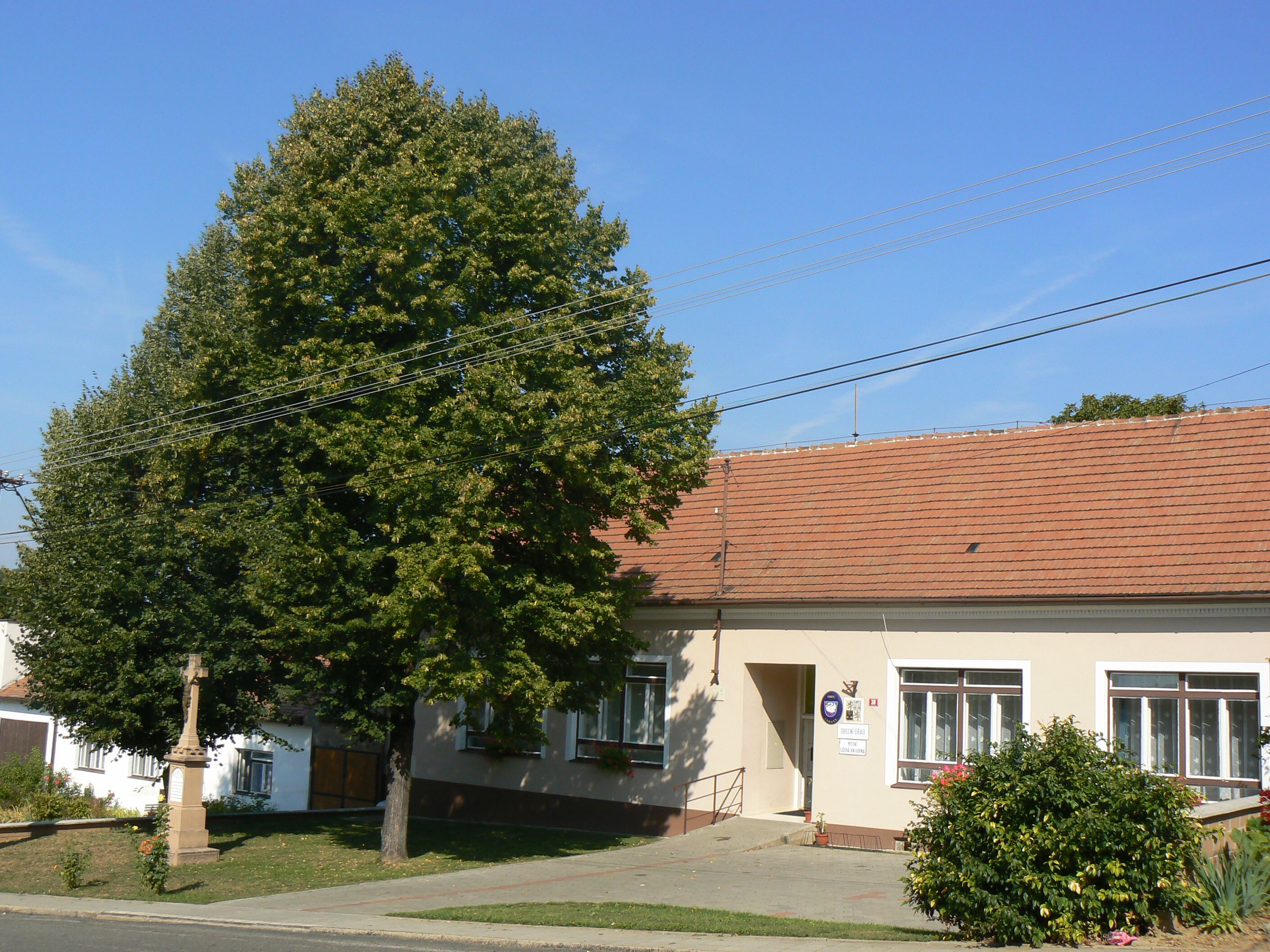
Obecní úřad